# Elżbieta Mikos-Skuza
Elżbieta Teresa Mikos-Skuza (ur. 14 lipca 1959) – polska doktor nauk prawnych specjalizująca się w prawie międzynarodowym publicznym, ze szczególnym uwzględnieniem prawa humanitarnego i pokojowego załatwiania sporów międzynarodowych. Wykładowczyni Wydziału Prawa i Administracji UW. Działaczka społeczna, wiceprezeska Polskiego Czerwonego Krzyża (2005–2012).

## Życiorys
W 1982 ukończyła z wyróżnieniem Wydział Prawa i Administracji UW, a w 1985 studia podyplomowe na kierunku prawo międzynarodowe a rozwój w Instytucie Studiów Społecznych w Hadze. W 1991 uzyskała doktorat w zakresie nauk prawnych na podstawie pracy Odpowiedzialność za praktyczne zastosowanie techniki kosmicznej w świetle międzynarodowego prawa publicznego (promotor: Zdzisław Galicki). Jest wykładowczynią w Zakładzie Międzynarodowego Prawa Lotniczego i Kosmicznego Instytutu Prawa Międzynarodowego UW. Profesor wizytująca m.in. w Kolegium Europejskim.
Pełni bądź pełniła wiele funkcji na UW, m.in.: dyrektorki NOHA (Network on Humanitarian Action), prodziekan ds. studenckich WPiA (2008–2012).
Od 1981 jest działaczką Polskiego Czerwonego Krzyża, w tym wiceprezeską w latach 2005–2012. Członkini licznych instytucji międzynarodowych, m.in.: Międzynarodowej Komisji Humanitarnej ds. Ustalania Faktów w Bernie (od 2002 wiceprzewodnicząca), Międzynarodowego Instytutu Prawa Humanitarnego w San Remo, Komitetu ds. Użycia Siły w Stowarzyszeniu Prawa Międzynarodowego, Rady Doradczej Europejskiego Instytutu Pokoju w Belgii.
Mężatka, dwójka dzieci.

## Odznaczenia
- Krzyż Kawalerski Orderu Odrodzenia Polski (2011)[5]
- Złoty Krzyż Zasługi (1999)[6]
- Medal „Zasłużony dla Kultury Polskiej”
- Medal za Zasługi dla Stowarzyszenia Polaków Poszkodowanych przez Trzecią Rzeszę
- Liczne medale i odznaki Międzynarodowego Komitetu Czerwonego Krzyża i Polskiego Czerwonego Krzyża, łącznie z „Odznaką Honorową Polskiego Czerwonego Krzyża I stopnia”

## Wybrane publikacje
- E. Mikos Skuza, Patrycja Grzebyk (red.), Pomoc humanitarna w świetle prawa i praktyki, Wydawnictwo Naukowe Scholar, Warszawa 2016, ISBN 978-83-7383-750-8.
- E. Mikos-Skuza, K. Myszona-Kostrzewa, J. Poczobut (red.), Prawo międzynarodowe – teraźniejszość, perspektywy, dylematy. Księga Jubileuszowa Profesora Zdzisława Galickiego, Warszawa 2013, ISBN 978-83-264-4136-3.
- Ochrona dóbr kultury w międzynarodowym prawie humanitarnym konfliktów zbrojnych w świetle działań Międzynarodowego Ruchu Czerwonego Krzyża i Czerwonego Półksiężyca, Warszawa 2003.
- Odpowiedzialność za praktyczne zastosowania techniki kosmicznej w świetle międzynarodowego prawa publicznego, Warszawa 1991.